# Johannes Otzen

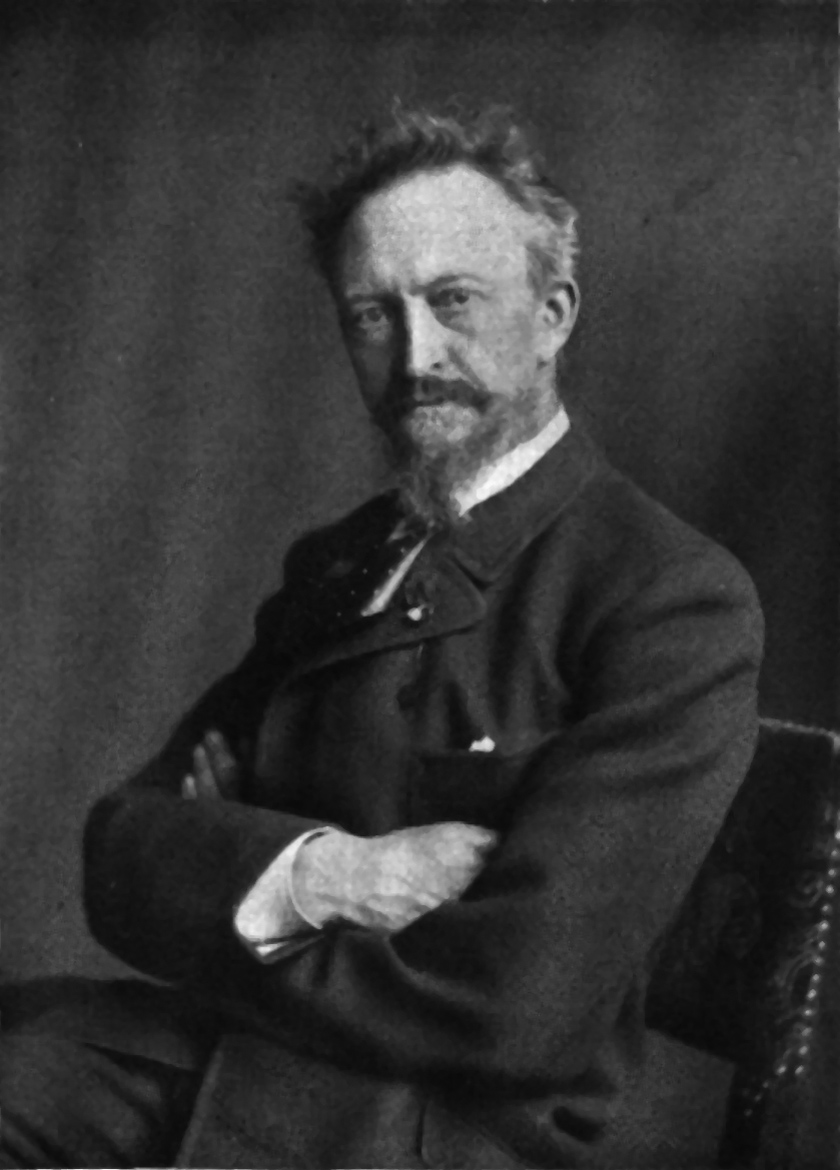
Johannes Otzen

Johannes Otzen, född 8 oktober 1839 i Sieseby, Schleswig-Holstein, död 9 juni 1911 i Berlin, var en tysk arkitekt.
Otzen var verksam i Berlin, där han 1879 blev professor vid tekniska högskolan och från 1886 ledde en mästarateljé för kyrklig konst vid Konstakademien. Han byggde bland annat flera kyrkor i Hamburg, Wiesbaden och Berlin.